# Královské muzeum výtvarného umění v Antverpách
Královské muzeum výtvarného umění v Antverpách (vlámsky: Koninklijk Museum voor Schone Kunsten Antwerpen) je umělecké muzeum a galerie v belgickém městě Antverpy. Bylo založené v roce 1810. Vystavuje obrazy, sochy a kresby ze 14. až 20. století. Neoklasicistní budova muzea je jednou z hlavních dominant antverpské čtvrti Zuid. Byla navržena Jean-Jacquesem Windersem (1849–1936) a Fransem Van Dijkem (1853–1939), postavena roku 1884, otevřena v roce 1890 a plně dokončena v roce 1894. V letech 2011–2022 proběhla rozsáhlá rekonstrukce. Muzeum při ní bylo rozšířeno o nový sál pro moderní umění. V muzeu jsou vystavena díla Jana van Eycka, Jeana Fouqueta, Rogiera van der Weydena, Hanse Memlinga, Franse Florise, Quentina Massyse, Joachima Patinira, Martena de Vose, Jana Brueghela staršího, Anthonise van Dycka, Franse Halse, Jacoba Jordaense, Petera Paula Rubense, Jamese Ensora (největší sbírka jeho děl na světě), Augusta Rodina, Henry van de Veldeho, Fernanda Khnopffa, Alexandra Cabanela, Vincenta van Gogha, Amedea Modiglianiho, Pierra Alechinského nebo René Magritta.